# Урс-П'єр-Арман Петі-Дюфренуа
Урс-П'єр-Арман Петі-Дюфренуа (5 вересня 1792 — 20 березня 1857) був французьким геологом та мінералогом.

## Освіта та кар'єра
Він народився в Севрані, департамент Сен-е-Уаз. Після закінчення Імперського ліцею в 1811 році він навчався до 1813 року в Політехнічній школі, а потім вступив до Гірничого корпусу. Згодом він допомагав в управлінні Гірничою школою Парижа, де був професором мінералогії, а згодом директором. Він також був професором геології в École des Ponts et Chaussées.
Спільно з Елі де Бомоном у 1841 році він опублікував велику геологічну карту Франції, результат досліджень, проведених протягом тринадцяти років (1823—1836). П'ять років (1836—1841) було витрачено на написання тексту до карти, публікація роботи з двома томами тексту в кварто тривала з 1841 по 1848 рік; третій том був виданий у 1873 році. Двоє авторів вже разом опублікували «Металургічне подорож в Англію» (1827, 2-ге видання, 1837—1839), «Спогади для служби геологічного опису Франції» у чотирьох томах (1830—1838) та «Спогади про Канталь і Мон-Дор» (1833).
Інші літературні твори Дюфренуа — це розповідь про залізні копальні східних Піренеїв (1834) та трактат з мінералогії (3 томи та атлас, 1844—1845; 2-ге видання, 4 томи та атлас, 1856—1859), в якому розглядаються геологічні зв'язки, а також фізичні та хімічні властивості мінералів; він також зробив численні статті для «Анналів гірничої справи» та інших наукових публікацій, одна з найцікавіших з яких має назву «Вулканічні території околиць Неаполя». Він обіймав кафедру мінералогії в Національному музеї природознавства з 1847 по 1857 рік.
Разом з Андре Брошаном де Вільє та Елі де Бомоном він відвідав Англію для вивчення процесів гірничого та металургійного виробництва. Їхні спостереження були опубліковані в «Анналах гірничої справи». Як видатний професор мінералогії, Дюфренуа повернувся до Лондона, щоб придбати колекцію мінералів, створену абатом Аюєм, одним із засновників кристалографії, і це придбання призвело до того, що мінералогічна колекція Національного музею природної історії стала однією з найкращих у світі.

## Нагороди та відзнаки
Дюфренуа був членом Академії наук, командиром Ордена Почесного легіону та генеральним інспектором гірничої справи. У 1843 році він отримав, разом з Елі де Бомоном, медаль Волластона від Геологічного товариства Лондона. У 1845 році нещодавно відкритий мінерал дюфренуазит був названий на його честь. На його честь названо вулицю в Парижі.

## Інтернет-ресурси
- Ours-Pierre-Armand DUFRENOY (1792—1857). (фр.)